# Autostrada międzystanowa nr 66

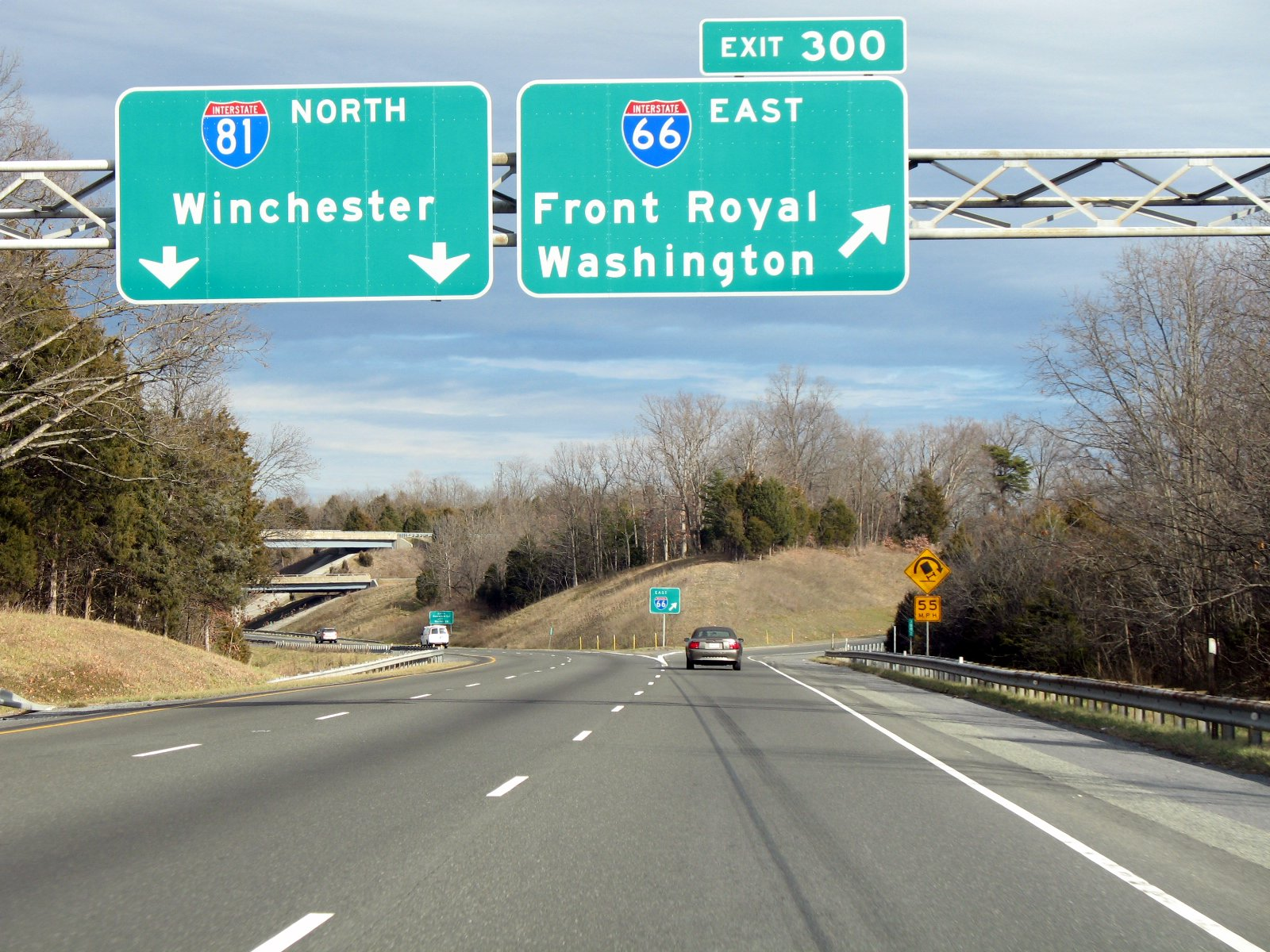
Węzeł z I81 w okolicach Front Royal

Interstate 66 – autostrada międzystanowa w USA. Prowadzi z Front Royal do Waszyngtonu. Przebiega przez Wirginię i Dystrykt Kolumbii. Jej długość to 76,28 mili (122,05 km).

## Przebieg

### Wirginia
- Front Royal
- Manassas
- Fairfax
- Vienna
- Falls Church
- Arlington

### Dystrykt Kolumbii
- Waszyngton